# 河南海棠
河南海棠（学名：Malus honanensis）是蔷薇科苹果属的植物，是中国的特有植物。分布在中国大陆的河南、山西、河北、陕西、甘肃等地，生长于海拔800米至2,600米的地区，多生长于生山谷及山坡丛林中，目前已由人工引种栽培。

## 别名
大叶毛楂、牧孤梨（河南土名），冬绿茶（山西土名），山里锦（甘肃土名）